# Alaudala somalica perconfusa
Alaudala somalica perconfusa is een ondersoort van de somalische kortteenleeuwerik uit de familie van de leeuweriken. 

## Verspreiding
De soort komt voor in noordwestelijk Somalië.